# Gian Vincenzo Pellicciotti
 (Gessopalena, 20 marzo 1820 – Chieti, 23 settembre 1863) è stato un patriota, poeta e giornalista italiano.

## Biografia
Gian Vincenzo Pellicciotti nacque ultimogenito di Paolo Pellicciotti, farmacista, e di Angela Troilo, e fratello di Filoteo, penalista, Valentino Vincenzo, religioso col nome di padre Raimondo, Tommaso.
Compì gli studi liceali nel Seminario di Lanciano e poi a Ortona. Nel 1839 si trasferì per gli studi universitari a Napoli dove conseguì la laurea in Medicina e dove partecipò ai circoli liberali in cui erano presenti molti patrioti abruzzesi (Carlo Madonna, Marino Turchi, Bertrando Spaventa, Silvio Spaventa).
Collaborò a vari giornali: “Ore solitarie”, ”Omnibus letterario”, “Giornale enciclopedico”,  “Album di letteratura e belle arti”, “Giornale abruzzese di scienze, lettere e arti”.
Si dedicò anche alla letteratura e alla poesia e a Napoli pubblicò la prima raccolta di versi “Gli albori”, strutturata sulla metrica di Vincenzo Monti.  
Nel 1842, si trasferì a Chieti dove, pur continuando a collaborare con i giornali napoletani, fondò nel 1845 la “Rivista letteraria”. Nel 1846 pubblicò una seconda raccolta di poesie “Pianti e speranze”. 
Continuò anche la sua attività patriottica tenendosi aggiornato sulle diverse proposte politiche propugnate per il futuro dell'Italia da Giuseppe Mazzini, Massimo d'Azeglio, Vincenzo Gioberti, Carlo Cattaneo, e propendendo per la visione di una monarchia costituzionale.
Quando, agli inizi del 1848, Ferdinando II di Borbone concesse la Costituzione, Pellicciotti partecipò alla formazione e alla stesura dello statuto del “Circolo Nazionale” a Chieti per la tutela delle concessioni costituzionali. Inoltre fu direttore, con Andrea Cauro, dell'organo di stampa ufficiale “La Majella”. Al periodico collaborò tra gli altri Raffaele Lanciano. Il giornale si batté contro il ripensamento del Re di Napoli, che il 15 maggio 1848 sospese il Parlamento e proclamò lo stato di assedio, spingendo i lettori a partecipare alle lotte risorgimentali. Per questo motivo la polizia soppresse il periodico “La Majella” il 27 luglio 1848. 
Pellicciotti e i suoi collaboratori non si arresero e il 29 luglio 1848 pubblicarono  un altro giornale (“Monte Amaro”) che diffondeva le stesse idee patriottiche risorgimentali.  Anche in questo caso la vita della rivista fu breve: venne chiusa  il 18 novembre 1848, pochi giorni prima che il Pellicciotti venisse arrestato il 29 novembre  e rinchiuso nelle carceri di Chieti con una condanna di 5 anni, insieme a Silvestro Petrini, Giovanni Moscone e Agapito Nobile. Al successivo processo Pellicciotti fu condannato a 5 anni di detenzione per reati di stampa.
Nel 1852 in carcere compose la raccolta “Salterii ed elegie”. Restò detenuto fino al 16 aprile 1853 quando gli fu concesse la grazia su domanda inoltrata a sua insaputa dal generale Giuseppe Salvatore Pianell-
Il 18 e 19 ottobre 1860 il Re Vittorio Emanuele II visitò Chieti durante il suo viaggio per incontrare Giuseppe Garibaldi a Teano e venne accolto solennemente da amministratori e cittadini tra cui il Pellicciotti che ebbe l'onore di declamare davanti al re l'inno che aveva composto per il suo ingresso trionfale in città.
Dopo l'Unità d'Italia rifiutò cariche e onorificenze, e continuò nella sua professione di medico.
L'8 gennaio 1862 pubblicò un nuovo periodico, la “Gazzetta dei Comuni”, anticlericale, antimazziniano e contro la “piemontesizzazione” dell'Abruzzo.
Il 27 settembre 1863 morì a causa di una improvvisa malattia che non curò, contratta durante il lavoro di medico. È sepolto al cimitero comunale di Chieti. Nel 1926 presso la casa dove morì in piazza Malta a Chieti, è stata affissa una targa di pietra con rilievi bronzei per ricordarne la memoria.

## Opere
- Pellicciotti, Gian Vincenzo; Serrao, Francesco Paolo

Gli ortonesi in Scio : melodramma sacro / poesia di Gianvincenzo Pellicciotti, musica di Francesco Paolo Serrao -
Chieti : tip. del Vecchio, 1861
- Pellicciotti, Gian Vincenzo; Liberali, Giuseppe

Atalia : azione sacra in due parti / musica di Giuseppe Liberali -
Chieti : tip. del Vecchio, 1860
- Pellicciotti, Gian Vincenzo

Salterii ed elegie -
Napoli : Stamperia del Vaglio, 1852
- Pellicciotti, Gian Vincenzo

Pianti e speranze : pochi versi -
Chieti : Tip. Vella, 1846
- Pellicciotti, Gian Vincenzo

Gli albori : poesie varie -
Capolago : 1839
- Pellicciotti, Gian Vincenzo

Alcune poesie -
Napoli : accademia letteraria Valentini, dopo 1850
- Pellicciotti, Gian Vincenzo

Canti patriottici e liriche diverse : con biografia dell'autore corredata da cenni autobiografici e note illustrative -
Casalbordino : De Arcangelis, 1910
- Pellicciotti, Gian Vincenzo; Sannoner, Enrico

Inno sacro alla Vergine SS. del Suffragio da cantarsi nella Chiesa della Trinità de' Pellegrini in Chieti solennizzandosene la festività nei giorni 27, 28 e 29 agosto 1853 -
Chieti : F. Del Vecchio, 1853
- Pellicciotti, Gian Vincenzo; Liberali, Giuseppe

I primi esuli : Melodramma sacro / musica di Giuseppe Liberali -
Chieti : Del Vecchio, 1862
- Pellicciotti, Gian Vincenzo; Liberali, Ladislao; Zambra, Giustino

Versione del Tedeum in versi lirici italiani  -
Chieti : F. Vella, 1847
- Pellicciotti, Gian Vincenzo

Festa nazionale in Chieti e condotta dell'Arcivescovo : relazione -
Napoli : Stamperia del Fibreno, 1861
- Pellicciotti, Gian Vincenzo

Canti -
Milano : Tip. di G. Redaelli, 1863